# 金惠媛
金惠媛（김혜원），韓國詩人、作家和學者，以推動中韓關係和曾創立香港多所大學的韓語課程、韓語系而聞名。
出身書香世家，父親是法國文學研究者金鵬九。於延世大學取得法國文學學士和碩士學位，後來再從慶熙大學取得韓國研究博士學位。1997年來到香港，先後擔任香港科技大學韓語講師、香港城市大學以及香港大學韓國研究課程創始者以及系主任。她又曾創立韓中文學比較硏究會、韓國臺灣香港海外華人文化硏究會等學術學會。

## 著作
- 『中韓文化談』北京大學出版社、2013年
- 『딤섬으로 점심먹기』고려대학교출판부、2013年
- 『한국문화의 탈중국화』소명출판사、2018年